# 氷河制約説
氷河制約説（ひょうがせいやくせつ）というのは、サンゴ礁の、堡礁や環礁の成因に関する仮説である。いわゆる礁湖が、最終氷期の海水準変動によって生じたと説明する。

## 背景
サンゴ礁は、大きく分けると海岸に沿って形成される裾礁（きょしょう）、海岸から一定距離を置いて配置する堡礁（ほしょう）、サンゴのみが環状の形になる環礁（かんしょう）の三つがある。また、造礁サンゴは熱帯か亜熱帯の浅い海、それも塩分濃度が高く、透明度の高い海水域にのみ生息する。
このようなサンゴの性質の下、どのようにしてサンゴ礁の形が造られるのかは謎であった。ごく浅い海岸でなければサンゴが育ち始められないが、大洋中央には、浅い海底や、海水面下まで盛り上がった浅瀬はほとんど無い。
進化論で有名なチャールズ・ダーウィンはこれを説明するために、まず島ができて、そこにサンゴ礁が造られて、その後、島が沈降することでさまざまな形のサンゴ礁になると説明した。これを沈降説と呼ぶ。
沈降説によると、当初は島の海岸にサンゴ礁が発達し、裾礁ができるが、島が沈降してゆくと、サンゴは海水面まで成長する。しかも、外洋側によく成長するから、サンゴ礁は元の海岸線の形で、上に向かって成長し、結果的にサンゴ礁は島の海岸線を離れる。これが堡礁である。更に島が沈んで、海水面から完全に沈めば、サンゴ礁だけが環礁の形で残ることになる。

## 沈降説の難点と氷河制約説
ダーウィンの沈降説は、サンゴ礁の構造等によく合致するが、必ずしも全面的に受け入れられたわけではなかった。たくさんある環礁や堡礁が、すべて沈降によるものだとすれば、太平洋の島々はほとんどが沈降したことになる。そのような大規模な沈降を考えるのは難しいとの考えもあった。また、沈降によって環礁や堡礁ができるのだとすれば、礁湖の深さは島ごとに様々であっていいはずである。ところが、大部分の環礁や堡礁は、礁湖の深さが50 - 80mと一定している。このことも沈降説では説明できなかった。
この、礁湖の深さがほぼ一定であることに注目したのがアメリカの地質学者であるR.A.デーリーen:Reginald Aldworth Dalyである。彼はこのことを、海水面そのものが全体として変動したことを示すものであると考えた。地球の歴史の中で、何度か氷河時代と言われる時期があり、そのたびに両極を中心にして大陸上の氷河が発達した。氷が大陸上に増えれば、海水が減らざるを得ない。そのために海水面が低下したというのである。間氷期には氷河が溶け、そうすれば海水面は上昇する。
そこで、氷期に海水面が低下すれば、サンゴ礁は海水面上に出て、波によって侵食されるであろう。場合によっては島の部分も削られるであろう。そこで、氷期が終われば再び海水は上昇する。つまり、結果的に島は沈降する。そうすると、サンゴは外洋側が上に向かって伸びる。真ん中に島が残っていれば堡礁になり、島がなければ環礁になるのだ、というのである。
新生代第四紀には氷期が数回あり、それによって海水面は約100m低下した。現在は間氷期に当たり、海水面は高くなっている。礁湖が80m程度の深さであるのは、そのためだというのである。

## 説の成否
サンゴ礁の形成過程については、その後サンゴ礁のボーリング調査などが行われ、次第に明らかになった。それによると、環礁ではサンゴ層が場所によっては1000m以上も堆積しており、その年代は5000万年もさかのぼる。このようなことは沈降説を裏付けるものであった。したがって、サンゴ礁そのものの成因としては、沈降説が有力である。
しかしながら、100mより浅い部分では、氷河制約説が事実に合っているという。また、サンゴ礁以外にも、海水面低下を示す証拠が世界各地に見つかっている。現代に最も近い氷河期は約2万年前であり、この時の海水面低下は約100mとされている。このとき、例えばヨーロッパではドーバー海峡が陸続きとなっていた。ライン川の河口付近の海底から、その当時の川底が確認でき、その川底の経路には、テムズ川の河口からの延長も合流するので、当時はテムズ川も同じ川の支流であったらしい。このように、地球規模での海面低下が確認できるので、氷河制約説は礁湖の成因の仮説としては、十分に有効である。